# 藤原親通
藤原 親通（ふじわら の ちかみち）は、平安時代後期の貴族。藤原北家為光流、長門守・藤原伊信の子。官位は従五位上・下総守。

## 経歴
天永元年（1110年）ごろ山城守を務める。その後も、大治2年（1127年）下野守、保延2年（1136年）ごろ下総守と、白河院政期後期から鳥羽院政期前期にかけて受領を歴任した。下総守在任中の保延2年（1136年）には在地領主千葉常重から相馬御厨や立花荘を召し上げたという。

## 官歴
- 時期不詳：従五位下
- 天永元年（1110年） 7月28日：見山城守[1]
- 永久2年（1114年） 11月：見前山城守従五位下[2]
- 大治2年（1127年） 正月19日：下野守[3]
- 保延2年（1136年） 7月15日：見下総守[4]

## 系譜
- 父：藤原伊信
- 母：二条院反物龍女
- 生母不詳の子女
  - 男子：藤原親頼
  - 男子：藤原親方
  - 男子：藤原親盛
  - 男子：承源
  - 男子：円空
  - 男子：忠顕
  - 女子：平頼盛側室